# Soy espía
Soy espía (I Spy) es una película estadounidense basada en la serie homónima cuyos protagonistas son Eddie Murphy y Owen Wilson. 

## Argumento
Alex Scott (Owen Wilson) es un agente fracasado que busca hacer su misión perfecta. Después de que fracasa en una de ellas, lo asignan en un caso con Kelly Robinson (Eddie Murphy), que es un boxeador totalmente egocéntrico y que está acompañado de sus amigos guardaespaldas que a toda hora lo molestan.